# Woodbine, New South Wales
Woodbine este o suburbie în Sydney, Australia.